# Job van Grafhorst
Job van Grafhorst (17 juni 1999), beter bekend onder zijn pseudoniem Dutchtuber, is een Nederlandse youtuber, vlogger en zanger.

## Biografie
Van Grafhorst begon in 2010 met video's maken, onder de naam hexeliengmail. In 2013 startte hij zijn game-kanaal genaamd DoeMaarGamen, maar dit werd later veranderd naar Dutchtuber. Rond 2015 begon Van Grafhorst met het uploaden van fake video's. Dit zorgde voor haat en onder andere ruzies met de youtubers UnaGize, Acid en Ties Granzier. Later begon hij met het uploaden van vooral gamevideo's die op kinderen gericht zijn, en speelt hij vooral Roblox. Momenteel bezit Van Grafhorst drie YouTube-kanalen, namelijk Dutchtuber, Dutchtuber2 en DutchtuberGaming. 
In 2018 bracht hij een stripboek uit met de titel Dit is episch. In 2024 begon Van Grafhorst met het opnemen van muziek. Zijn eerste single Nostalgie bereikte de derde plek in de Nederlandse tipparade.

## Persoonlijk
Van Grafhorst heeft een relatie. Hij woont in Antwerpen.

## Discografie
| Single met eventuele hitnotering(en) in de Nederlandse Top 40 | Datum van verschijnen | Datum van binnenkomst | Hoogste positie | Aantal weken | Opmerkingen |
| ------------------------------------------------------------- | --------------------- | --------------------- | --------------- | ------------ | ----------- |
| Nostalgie                                                     | 5 april 2024          | 13 april 2024         | tip3            | -            |             |

### Overige singles
- Per Ongeluk Verliefd
- Perfecte Plaatje
- Sterrenbeeld
- Nostalgie
- Winterjas
- Plus 1
- Rondje Om De Wereld